# Спартак (кондитерская фабрика)
Совместное предприятие открытое акционерное общество (также «Спартак» и СП ОАО «Спартак»; бел. ААТ «Спартак») — кондитерская фабрика в Гомеле, входит в состав концерна «Белгоспищепром». Выпускает шоколад, шоколадные батончики, конфеты, карамель, вафли и вафельные батончики, печенье, торты, также в ассортименте продукция на фруктозе.

## История
Создана 4 июня 1924 года как кондитерская фабрика «Просвет» на базе кондитерской мастерской. В 1927 году фабрике было присвоено имя 10-летия Октября. В 1927—1931 годах фабрика была расширена и реконструирована.
С 8 ноября 1931 года называется комбинат «Спартак».
Во время Великой Отечественной войны оборудование было эвакуировано в Пензу на Пензенскую кондитерскую фабрику, после освобождения Гомеля комбинат восстановлен на прежнем месте в 1944 году. На территории фабрики открыт мемориал памяти фронтовиков — работников фабрики.
Комбинат преобразован в кондитерскую фабрику в 1971 году, в следующие три года введён в действие новый производственный корпус, цехи: карамельный, рознично-шоколадный, конфетный. Социальная сфера включала клуб, две библиотеки, здравпункт, базы отдыха, пионерлагерь, ясли-сад.
В 1971 году работнице фабрики аппаратчице Рите Цекуновой присвоено звание Героя Социалистического Труда.
В 1994 году преобразована в акционерное общество, с 1998 года — совместное белорусско-американское предприятие. Акционеры по состоянию на 1 июня 2016 года выступают:
- физические лица — 32 % акций
- Фонд государственного имущества Министерства экономики Республики Беларусь — 65,37 %
- иностранное предприятие «Триостар» — 1,18 %
- прочие юридические лица — 1,45 %.

## Продукция
Конфеты, шоколад, печенье, вафли, батончики, карамель, торты и др.

## Награды
- Гран-при бизнес-премии «Лидер года 2022»[2].
- СП ОАО «СПАРТАК» – Грамота «За активное развитие промышленного туризма» XXI Республиканского туристического конкурса «Познай Беларусь» в номинации «Объект промышленного туризма» (15 декабря 2023 года)[3].
- Кондитерская фабрика «Спартак» приняла участие в 31-й международной выставке продуктов питания и напитков и сырья для их производства в России и Восточной Европе «Продэкспо-2024» в Москве. По итогам международного конкурса «Лучший продукт года-2024», проходившего в рамках выставки, продукция кондитерской фабрики «Спартак» награждена дипломами и отмечена 7-ю золотыми медалями.
- Кондитерская фабрика «Спартак» отмечена Дипломом Гран-При отраслевого конкура «Кондитерский Олимп — 2025» за высокое качество производимой продукции.
- Обладатель золотой медали в рамках Международного симпозиума кондитеров FOOD PROM CONFECTIONERY 2025, который проходил в Минске.